# Премія «Оскар» за найкращий дизайн костюмів
Премія «Оскар» за найкращий дизайн костюмів — престижна нагорода, яку щорічно з 1949 року присуджує Академія кінематографічних мистецтв і наук за значні досягнення в галузі дизайну костюмів.
З початку існування категорії окремі нагороди отримували чорно-білі та кольорові фільми. Після злиття цих двох категорій в одну у 1967 році Академія традиційно уникала видачі нагороди сучасним фільмам, надаючи перевагу історичним.

## Історія
Премію «Оскар» за найкращий дизайн костюмів уперше було вручено на 21 церемонії нагородження премією Академії, котра відбулася 24 березня 1949 року. Нагорода мала дві підкатегорії: одна для чорно-білих фільмів, інша — для фільмів, знятих у кольорі. На 30-й церемонії вручення премії «Оскар», яка відбулася 26 березня 1958 року, дві категорії були об'єднані в одну, що було результатом скорочення числа конкурсних номінацій з 30 до 24. На 32-й церемонії вручення нагород премія знову була розбита на дві категорії для визнання як чорно-білого, так і кольорового фільму. Вісім років опісля премію Американської кіноакадемії за найкращі костюми разом із двома іншими категоріями об'єднали в єдину номінацію для визнання роботи дизайнерів костюмів у кіно.
З 1949 по 1966 рік більшість нагород Академії за найкращий дизайн костюмів у чорно-білому кіно перепала фільмам, які описували події, що відбувалися в тодішні дні. А епос, фантазії та мюзикли домінували серед фільмів-переможців у кольоровій категорії. У 1967 році, після злиття в одну особливу категорію, фільми, дія яких розгортається в наш час, отримували цю нагороду лише двічі, попри те, що серед номінантів переважали саме такі фільми.

## Переможці та номінанти

### 1940-ві
| Церемонія    | Фільм                  | Номінації                                   |
| ------------ | ---------------------- | ------------------------------------------- |
| 21-ша (1949) | Чорно-білий            | Чорно-білий                                 |
| 21-ша (1949) | ★ «Гамлет»             | Роджер К. Фурс                              |
| 21-ша (1949) | «Дочка Б.Ф.»           | Ірен Ленц                                   |
| 21-ша (1949) | Колір                  |                                             |
| 21-ша (1949) | ★ «Жанна д'Арк»        | Дороті Джікінс, Каринська Варвара Андріївна |
| 21-ша (1949) | «Імператорський вальс» | Едіт Хед, Джайл Стіл                        |

### 1950-ті
| Церемонія               | Фільм                                  | Номінації                                                              |
| ----------------------- | -------------------------------------- | ---------------------------------------------------------------------- |
| 22-га (1950)            | Чорно-білий                            | Чорно-білий                                                            |
| 22-га (1950)            | ★ «Спадкоємиця»                        | Едіт Хед, Джайл Стіл                                                   |
| 22-га (1950)            | «Принц лисиць»                         | Вітторіо Ніно Новарезе                                                 |
| 22-га (1950)            | Колір                                  |                                                                        |
| 22-га (1950)            | ★ «Пригоди Дон Жуана»                  | Лія Роудс, Тревілла, Марджорі Бест                                     |
| 22-га (1950)            | «Мати - першокурсниця»                 | Кей Нельсон                                                            |
| 23-тя (1951)            | Чорно-білий                            | Чорно-білий                                                            |
| 23-тя (1951)            | ★ «Все про Єву»                        | Едіт Хед, Чарльз Лемер                                                 |
| 23-тя (1951)            | «Народжений вчора»                     | Жан Луї                                                                |
| 23-тя (1951)            | «Чудовий янкі»                         | Волтер Планкетт                                                        |
| 23-тя (1951)            | Колір                                  |                                                                        |
| 23-тя (1951)            | ★ «Самсон і Даліла»                    | Едіт Хед, Дороті Джикінс, Елоїс Дженссен, Джайл Стіл, Гвен Вейклінг    |
| 23-тя (1951)            | «Чорна троянда»                        | Майкл Віттакер                                                         |
| 23-тя (1951)            | «Ця жінка Форсайт»                     | Волтер Планкетт, Воллес                                                |
| 24-та (1952)            | Чорно-білий                            | Чорно-білий                                                            |
| 24-та (1952)            | ★ «Місце під сонцем»                   | Едіт Хед                                                               |
| 24-та (1952)            | «Трамвай „Бажання“»                    | Люсінда Баллард                                                        |
| 24-та (1952)            | «Добра леді»                           | Волтер Планкетт, Джайл Стіл (посмертна номінація)                      |
| 24-та (1952)            | «Модель і шлюбний брокер»              | Чарльз Лемер, Рені                                                     |
| 24-та (1952)            | «Мудларк»                              | Едвард Стівенсон, Маргарет Фурс                                        |
| 24-та (1952)            | Колір                                  |                                                                        |
| 24-та (1952)            | ★ «Американець у Парижі»               | Оррі-Келлі, Уолтер Планкетт, Ірен Шарафф                               |
| 24-та (1952)            | «Великий Карузо»                       | Хелен Роуз, Джайл Стіл (посмертна номінація)                           |
| 24-та (1952)            | «Казки Гофмана»                        | Хейн Хекрот                                                            |
| 24-та (1952)            | «Камо грядеши»                         | Гершель Маккой                                                         |
| 24-та (1952)            | «Давид і Вірсавія»                     | Чарльз Лемер, Едвард Стівенсон                                         |
| 25-та (1953)            | Чорно-білий                            | Чорно-білий                                                            |
| 25-та (1953)            | ★ «Злі й гарні»                        | Гелен Роуз                                                             |
| 25-та (1953)            | «Роман на Тринідаді»                   | Жан Луї                                                                |
| 25-та (1953)            | «Керрі»                                | Едіт Хед                                                               |
| 25-та (1953)            | «Моя кузина Рейчел»                    | Чарльз Лемер, Дороті Джикінс                                           |
| 25-та (1953)            | «Раптовий страх»                       | Шейла О'Браєн                                                          |
| 25-та (1953)            | Колір                                  |                                                                        |
| 25-та (1953)            | ★ «Мулен Руж»                          | Марсель Вертес                                                         |
| 25-та (1953)            | «Найбільше шоу на Землі»               | Едіт Хед, Дороті Джикінс, Майлз Вайт                                   |
| 25-та (1953)            | «Ганс Крістіан Андерсен»               | Клава, Мері Віллс, мадам Каринська                                     |
| 25-та (1953)            | «Весела вдова»                         | Хелен Роуз, Джайл Стіл                                                 |
| 25-та (1953)            | «З піснею в серці»                     | Шарль Лемар                                                            |
| 26-та (1954)            | Чорно-білий                            | Чорно-білий                                                            |
| 26-та (1954)            | ★ «Римські канікули»                   | Едіт Хед                                                               |
| 26-та (1954)            | «Актриса»                              | Волтер Планкетт                                                        |
| 26-та (1954)            | «Дружина мрії»                         | Гелен Роуз, Гершель Маккой                                             |
| 26-та (1954)            | «Звідси ‒ у вічність»                  | Жан Луї                                                                |
| 26-та (1954)            | «Президентська дама»                   | Чарльз Лемер, Рені                                                     |
| 26-та (1954)            | Колір                                  |                                                                        |
| 26-та (1954)            | ★ «Халат»                              | Чарльз Ле Мер, Еміль Сантьяго                                          |
| 26-та (1954)            | «Оркестр»                              | Мері Енн Нюберг                                                        |
| 26-та (1954)            | «Називайте мене мадам»                 | Ірен Шарафф                                                            |
| 26-та (1954)            | «Як вийти заміж за мільйонера»         | Чарльз Ле Мер, Тревілла                                                |
| 26-та (1954)            | «Юна Бесс»                             | Волтер Планкетт                                                        |
| 27-ма (1955)            | Чорно-білий                            | Чорно-білий                                                            |
| 27-ма (1955)            | ★ «Сабріна»                            | Едіт Хед                                                               |
| 27-ма (1955)            | «Мадам …»                              | Жорж Анненков, Розіна Деламар                                          |
| 27-ма (1955)            | «Адміністративна влада»                | Хелен Роуз                                                             |
| 27-ма (1955)            | «Необачність американської дружини»    | Крістіан Діор                                                          |
| 27-ма (1955)            | «Це має статися з тобою»               | Жан Луї                                                                |
| 27-ма (1955)            | Колір                                  |                                                                        |
| 27-ма (1955)            | ★ «Брама пекла»                        | Сандзо Вада                                                            |
| 27-ма (1955)            | «Бригадун»                             | Ірен Шарафф                                                            |
| 27-ма (1955)            | «Дезіре»                               | Шарль Ле Мер, Рене Юбер                                                |
| 27-ма (1955)            | «Народження зірки»                     | Жан Луї, Мері Енн Нюберг, Ірен Шарафф                                  |
| 27-ма (1955)            | «Немає такого бізнесу, як шоу-бізнес»  | Чарльз Ле Мер, Тревілла, Майлз Вайт                                    |
| 28-ма (1956)            | Чорно-білий                            | Чорно-білий                                                            |
| 28-ма (1956)            | ★ «Я буду плакати завтра»              | Гелен Роуз                                                             |
| 28-ма (1956)            | «Піквікські газети»                    | Беатріс Доусон                                                         |
| 28-ма (1956)            | «Королева бджіл»                       | Жан Луї                                                                |
| 28-ма (1956)            | «Татуювання троянди»                   | Едіт Хед                                                               |
| 28-ма (1956)            | «Казки туманного місяця після дощу»    | Тадаото Кайношо                                                        |
| 28-ма (1956)            | Колір                                  |                                                                        |
| 28-ма (1956)            | ★ «Кохання — найчудовіша річ на світі» | Чарльз Лемер                                                           |
| 28-ма (1956)            | «Хлопці та ляльки»                     | Ірен Шарафф                                                            |
| 28-ма (1956)            | «Перервана мелодія»                    | Гелен Роуз                                                             |
| 28-ма (1956)            | «Спіймати злодія»                      | Едіт Хед                                                               |
| 28-ма (1956)            | «Королева-діва»                        | Чарльз Лемер, Мері Віллс                                               |
| 29-та (1957)            | Чорно-білий                            | Чорно-білий                                                            |
| 29-та (1957)            | ★ «Кадилак із чистого золота»          | Жан Луї                                                                |
| 29-та (1957)            | «Сім самураїв»                         | Кохей Едзакі                                                           |
| 29-та (1957)            | «Влада і нагорода»                     | Гелен Роуз                                                             |
| 29-та (1957)            | «Гордість і гріх»                      | Едіт Хед                                                               |
| 29-та (1957)            | «Бунтар-підліток»                      | Чарльз Лемер, Мері Віллс                                               |
| 29-та (1957)            | Колір                                  |                                                                        |
| 29-та (1957)            | ★ «Король і я»                         | Ірен Шарафф                                                            |
| 29-та (1957)            | «Навколо світу за 80 днів»             | Майлз Вайт                                                             |
| 29-та (1957)            | «Велетень»                             | Мосс Мабрі, Марджорі Бест                                              |
| 29-та (1957)            | «Десять заповідей»                     | Едіт Хед, Ральф Джестер, Джон Дженсен, Дороті Джикінс, Арнольд Фріберг |
| 29-та (1957)            | «Війна і мир»                          | Марі де Маттеїс                                                        |
| 30-та (1958)            |                                        |                                                                        |
| ★ «Дівчата»             | Оррі Келлі                             |                                                                        |
| «Незабутній роман»      | Шарль Ле Мер                           |                                                                        |
| «Забавне личко»         | Едіт Хед, Юбер де Живанші              |                                                                        |
| «Приятель Джої»         | Жан Луї                                |                                                                        |
| «Округ Рейнтрі»         | Волтер Планкетт                        |                                                                        |
| 31-ша (1959)            |                                        |                                                                        |
| ★ «Жіжі»                | Сесіл Бітон                            |                                                                        |
| «Дзвін, книга і свічка» | Жан Луї                                |                                                                        |
| «Пірат»                 | Ральф Джестер, Едіт Хед, Джон Дженсен  |                                                                        |
| «Певна посмішка»        | Чарльз Лемер, Мері Віллс               |                                                                        |
| «Дехто побіг»           | Волтер Планкетт                        |                                                                        |

### 1960-ті
| Церемонія                 | Фільм                                            | Номінації                                 |
| ------------------------- | ------------------------------------------------ | ----------------------------------------- |
| 32-га (1960)              | Чорно-білий                                      | Чорно-білий                               |
| 32-га (1960)              | ★ «У джазі тільки дівчата»                       | Оррі Келлі                                |
| 32-га (1960)              | «Кар'єра»                                        | Едіт Хед                                  |
| 32-га (1960)              | «Альтанка»                                       | Хелен Роуз                                |
| 32-га (1960)              | «Молоді філадельфійці»                           | Говард Шоуп                               |
| 32-га (1960)              | «Щоденник Анни Франк»                            | Чарльз Лемер, Мері Віллс                  |
| 32-га (1960)              | Колір                                            |                                           |
| 32-га (1960)              | ★ «Бен-Гур»                                      | Елізабет Хаффенден                        |
| 32-га (1960)              | «Найкраще»                                       | Адель Палмер                              |
| 32-га (1960)              | «Великий рибалка»                                | Рені                                      |
| 32-га (1960)              | «П'ять пенні»                                    | Едіт Хед                                  |
| 32-га (1960)              | «Поргі та Бесс»                                  | Ірен Шарафф                               |
| 33-тя (1961)              | Чорно-білий                                      | Чорно-білий                               |
| 33-тя (1961)              | ★ «Факти життя»                                  | Едіт Хед, Едвард Стівенсон                |
| 33-тя (1961)              | «Ніколи в неділю»                                | Дені Вачліоті                             |
| 33-тя (1961)              | «Зліт і падіння Легса Даймонда»                  | Говард Шоуп                               |
| 33-тя (1961)              | «Сім злодіїв»                                    | Білл Томас                                |
| 33-тя (1961)              | «Дівоче джерело»                                 | Марік Вос                                 |
| 33-тя (1961)              | Колір                                            |                                           |
| 33-тя (1961)              | ★ «Спартак»                                      | Валлес, Білл Томас                        |
| 33-тя (1961)              | «Кан-кан»                                        | Ірен Шарафф                               |
| 33-тя (1961)              | «Опівнічне мереживо»                             | Ірен                                      |
| 33-тя (1961)              | «Пепе»                                           | Едіт Хед                                  |
| 33-тя (1961)              | «Схід сонця в Кампобелло»                        | Марджорі Бест                             |
| 34-та (1962)              | Чорно-білий                                      | Чорно-білий                               |
| 34-та (1962)              | ★ «Солодке життя»                                | П'єро Герарді                             |
| 34-та (1962)              | «Дитяча година»                                  | Дороті Джикінс                            |
| 34-та (1962)              | «Клодель Інгліш»                                 | Говард Шоуп                               |
| 34-та (1962)              | «Нюрнберзький процес»                            | Жан Луї                                   |
| 34-та (1962)              | «Охоронець»                                      | Йошіро Муракі                             |
| 34-та (1962)              | Колір                                            |                                           |
| 34-та (1962)              | ★ «Вестсайдська історія»                         | Ірен Шарафф                               |
| 34-та (1962)              | «Діти в країні іграшок»                          | Білл Томас                                |
| 34-та (1962)              | «Провулок»                                       | Жан Луї                                   |
| 34-та (1962)              | «Квіткова барабанна пісня»                       | Ірен Шарафф                               |
| 34-та (1962)              | «Кишеня, повна чудес»                            | Едіт Хед, Волтер Планкетт                 |
| 35-та (1963)              | Чорно-білий                                      | Чорно-білий                               |
| 35-та (1963)              | ★ «Що сталося з Бебі Джейн?»                     | Норма Кох                                 |
| 35-та (1963)              | «Дні вина і троянд»                              | Дон Фелд                                  |
| 35-та (1963)              | «Людина, яка застрелила Ліберті Веленса»         | Едіт Хед                                  |
| 35-та (1963)              | «Чудотворець»                                    | Рут Морлі                                 |
| 35-та (1963)              | «Федра»                                          | Денні Вачліоті                            |
| 35-та (1963)              | Колір                                            |                                           |
| 35-та (1963)              | ★ «Дивовижний світ братів Грімм»                 | Мері Віллс                                |
| 35-та (1963)              | «Щасливої дороги!»                               | Білл Томас                                |
| 35-та (1963)              | «Циганка»                                        | Оррі Келлі                                |
| 35-та (1963)              | «Музикант Мередіт Вілсон»                        | Дороті Джикінс                            |
| 35-та (1963)              | «Моя гейша»                                      | Едіт Хед                                  |
| 36-та (1964)              | Чорно-білий                                      | Чорно-білий                               |
| 36-та (1964)              | ★ «Вісім з половиною»                            | П'єро Герарді                             |
| 36-та (1964)              | «Кохання з правильним незнайомцем»               | Едіт Хед                                  |
| 36-та (1964)              | «Стриптизерка»                                   | Тревілла                                  |
| 36-та (1964)              | «Іграшки на горищі»                              | Білл Томас                                |
| 36-та (1964)              | «Дружини та коханки»                             | Едіт Хед                                  |
| 36-та (1964)              | Колір                                            |                                           |
| 36-та (1964)              | ★ «Клеопатра»                                    | Ірен Шарафф, Вітторіо Ніно Новарезе, Рені |
| 36-та (1964)              | «Кардинал»                                       | Дональд Брукс                             |
| 36-та (1964)              | «Як підкорили Захід»                             | Волтер Планкетт                           |
| 36-та (1964)              | «Леопард»                                        | П'єро Тозі                                |
| 36-та (1964)              | «Новий вид кохання»                              | Едіт Хед                                  |
| 37-ма (1965)              | Чорно-білий                                      | Чорно-білий                               |
| 37-ма (1965)              | ★ «Ніч з ігуаною»                                | Дороті Джикінс                            |
| 37-ма (1965)              | «Дім - не дім»                                   | Едіт Хед                                  |
| 37-ма (1965)              | «Тихше, тихше, мила Шарлотто»                    | Норма Кох                                 |
| 37-ма (1965)              | «Поцілунки для мого президента»                  | Говард Шоуп                               |
| 37-ма (1965)              | «Візит»                                          | Рене Юбер                                 |
| 37-ма (1965)              | Колір                                            |                                           |
| 37-ма (1965)              | ★ «Моя чарівна леді»                             | Сесіл Бітон                               |
| 37-ма (1965)              | «Бекет»                                          | Маргарет Фурс                             |
| 37-ма (1965)              | «Мері Поппінс»                                   | Тоні Волтон                               |
| 37-ма (1965)              | «Непотоплювана Моллі Браун»                      | Мортон Хаак                               |
| 37-ма (1965)              | «Так тримати!»                                   | Едіт Хед, Мосс Мабрі                      |
| 38-ма (1966)              | Чорно-білий                                      | Чорно-білий                               |
| 38-ма (1966)              | ★ «Дорога»                                       | Джулі Гарріс                              |
| 38-ма (1966)              | «Морітурі»                                       | Мосс Мабрі                                |
| 38-ма (1966)              | «Жага до життя»                                  | Говард Шоуп                               |
| 38-ма (1966)              | «Корабель дурнів»                                | Білл Томас, Жан Луї                       |
| 38-ма (1966)              | «Тонка нитка»                                    | Едіт Хед                                  |
| 38-ма (1966)              | Колір                                            |                                           |
| 38-ма (1966)              | ★ «Доктор Живаго»                                | Філліс Далтон                             |
| 38-ма (1966)              | «Агонія та екстаз»                               | Вітторіо Ніно Новарезе                    |
| 38-ма (1966)              | «Найбільша історія, яку коли-небудь розповідали» | Вітторіо Ніно Новарезе, Марджорі Бест     |
| 38-ма (1966)              | «Усередині Дейзі Кловер»                         | Едіт Хед, Білл Томас                      |
| 38-ма (1966)              | «Звуки музики»                                   | Дороті Джикінс                            |
| 39-та (1967)              | Чорно-білий                                      | Чорно-білий                               |
| 39-та (1967)              | ★ «Хто боїться Вірджинії Вульф»                  | Ірен Шарафф                               |
| 39-та (1967)              | «Євангеліє від Матвія»                           | Данило Донаті                             |
| 39-та (1967)              | «Мандрагола»                                     | Данило Донаті                             |
| 39-та (1967)              | «Містер Бадвінг»                                 | Гелен Роуз                                |
| 39-та (1967)              | «Морган!»                                        | Джоселін Рікардз                          |
| 39-та (1967)              | Колір                                            |                                           |
| 39-та (1967)              | ★ «Людина на всі часи»                           | Елізабет Хаффенден, Джоан Брідж           |
| 39-та (1967)              | «Гамбіт»                                         | Жан Луї                                   |
| 39-та (1967)              | «Гаваї»                                          | Дороті Джикінс                            |
| 39-та (1967)              | «Джульєтта і духи»                               | П'єро Герарді                             |
| 39-та (1967)              | «Оскар»                                          | Едіт Хед                                  |
| 40-ва (1968)              |                                                  |                                           |
| ★ «Камелот»               | Джон Траскотт                                    |                                           |
| «Бонні і Клайд»           | Теадора Ван Ранкл                                |                                           |
| «Найщасливіший мільйонер» | Білл Томас                                       |                                           |
| «Приборкання норовливої»  | Ірен Шарафф, Даніло Донаті                       |                                           |
| «Цілком сучасна Міллі»    | Жан Луї                                          |                                           |
| 41-ша (1969)              |                                                  |                                           |
| ★ «Ромео і Джульєтта»     | Даніло Донаті                                    |                                           |
| «Лев узимку»              | Маргарет Фурс                                    |                                           |
| «Олівер!»                 | Філліс Далтон                                    |                                           |
| «Планета мавп»            | Мортон Хаак                                      |                                           |
| «Зірка!»                  | Дональд Брукс                                    |                                           |

### 1970-ті
| Церемонія                                 | Фільм                                 | Номінації |
| ----------------------------------------- | ------------------------------------- | --------- |
| 42-га (1970)                              |                                       |           |
| ★ «Анна на тисячу днів»                   | Маргарет Фурс                         |           |
| «Гейлі, Гейлі, Гейлі»                     | Рей Агаян                             |           |
| «Привіт, лялечко!»                        | Айрін Шарафф                          |           |
| «Мила милість»                            | Едіт Хед                              |           |
| «Загнаних коней пристрілюють, чи не так?» | Донфельд                              |           |
| 43-тя (1971)                              |                                       |           |
| ★ «Кромвель»                              | Ніно Новарезе                         |           |
| «Аеропорт»                                | Едіт Хед                              |           |
| «Люба Лілі»                               | Дональд Брукс, Джек Бір               |           |
| «Гавайці»                                 | Білл Томас                            |           |
| «Скрудж»                                  | Маргарет Фурс                         |           |
| 44-та (1972)                              |                                       |           |
| ★ «Микола і Олександра»                   | Івонн Блейк, Антоніо Кастілло         |           |
| «Ліжкові ручки та мітли»                  | Білл Томас                            |           |
| «Смерть у Венеції»                        | П'єро Тозі                            |           |
| «Марія, королева Шотландії»               | Маргарет Фурс                         |           |
| «Що сталося з Хелен?»                     | Мортон Гаак                           |           |
| 45-та (1973)                              |                                       |           |
| ★ «Подорожі з моєю тіткою»                | Ентоні Пауелл                         |           |
| «Хрещений батько»                         | Анна Гілл Джонстон                    |           |
| «Леді співає блюз»                        | Боб Маккі, Рей Агаян, Норма Кох       |           |
| «Пригоди Посейдона»                       | Павло Заступневич                     |           |
| «Молодий Вінстон»                         | Ентоні Мендлсон                       |           |
| 46-та (1974)                              |                                       |           |
| ★ «Афера»                                 | Едіт Хед                              |           |
| «Шепіт і крик»                            | Марік Вос                             |           |
| «Людвіг»                                  | П'єро Тозі                            |           |
| «Том Соєр»                                | Донфельд                              |           |
| «Якими ми були»                           | Дороті Джикінс, Мосс Мабрі            |           |
| 47-ма (1975)                              |                                       |           |
| ★ «Великий Гетсбі»                        | Теоні В. Олдредж                      |           |
| «Китайський квартал»                      | Антея Сілберт                         |           |
| «Дейзі Міллер»                            | Джон Фернс                            |           |
| «Хрещений батько 2»                       | Теодора Ван Ранкл                     |           |
| «Убивство у „Східному експресі“»          | Тоні Волтон                           |           |
| 48-ма (1976)                              |                                       |           |
| ★ «Баррі Ліндон»                          | Улла-Брітт Содерлунд, Мілена Канонеро |           |
| «Чотири мушкетери»                        | Івонн Блейк, Рон Тальскі              |           |
| «Смішна леді»                             | Рей Агаян, Боб Маккі                  |           |
| «Чарівна флейта»                          | Хенні Норемарк, Карін Ерскін          |           |
| «Чоловік, який міг би стати королем»      | Едіт Хед                              |           |
| 49-та (1977)                              |                                       |           |
| ★ «Казанова Федеріко Фелліні»             | Даніло Донаті                         |           |
| «На шляху до слави»                       | Вільям Тайсс                          |           |
| «Неймовірна Сара»                         | Ентоні Мендлсон                       |           |
| «Пасхальний сюжет»                        | Мері Віллс                            |           |
| «Рішення на сім відсотків»                | Алан Барретт                          |           |
| 50-та (1978)                              |                                       |           |
| ★ «Зоряні війни: Нова надія»              | Джон Молло                            |           |
| «Аеропорт 77»                             | Едіт Хед, Бертон Міллер               |           |
| «Джулія»                                  | Антея Сілберт                         |           |
| «Трохи нічної музики»                     | Флоренс Клотц                         |           |
| «По той бік опівночі»                     | Ірен Шарафф                           |           |
| 51-ша (1979)                              |                                       |           |
| ★ «Смерть на Нілі»                        | Ентоні Пауелл                         |           |
| «Каравани»                                | Рені Конлі                            |           |
| «Дні жнив»                                | Патриція Норріс                       |           |
| «Рій»                                     | Пол Заступневич                       |           |
| «Чарівник»                                | Тоні Волтон                           |           |

### 1980-ті
| Церемонія                       | Фільм                          | Номінації |
| ------------------------------- | ------------------------------ | --------- |
| 52-га (1980)                    |                                |           |
| ★ «Весь цей джаз»               | Альберт Вольський              |           |
| «Агата»                         | Ширлі Рассел                   |           |
| «Бутч і Санденс: Ранні дні»     | Вільям Вейр Тайсс              |           |
| «Європейці»                     | Джуді Муркрофт                 |           |
| «Клітка для диваків»            | П'єро Тозі, Амбра Данон        |           |
| 53-тя (1981)                    |                                |           |
| ★ «Тесс»                        | Ентоні Пауелл                  |           |
| «Людина-слон»                   | Патриція Норріс                |           |
| «Моя блискуча кар'єра»          | Анна-старша                    |           |
| «Десь у часі»                   | Жан-П'єр Дорлеак               |           |
| «Коли закінчився час»           | Павло Заступневич              |           |
| 54-та (1982)                    |                                |           |
| ★ «Вогняні колісниці»           | Мілена Канонеро                |           |
| «Жінка французького лейтенанта» | Том Ренд                       |           |
| «Пенні з небес»                 | Боб Маккі                      |           |
| «Регтайм»                       | Анна Гілл Джонстон             |           |
| «Червоні»                       | Ширлі Рассел                   |           |
| 55-та (1983)                    |                                |           |
| ★ «Ганді»                       | Джон Молло, Бхану Атайя        |           |
| «Травіата»                      | П'єро Тозі                     |           |
| «Вибір Софії»                   | Альберт Вольський              |           |
| «Трон»                          | Елоїс Дженссен, Розанна Нортон |           |
| «Віктор/Вікторія»               | Патриція Норріс                |           |
| 56-та (1984)                    |                                |           |
| ★ «Фанні та Александр»          | Марік Вос                      |           |
| «Крос-Крік»                     | Джо І. Томпкінс                |           |
| «Серце як колесо»               | Вільям Вейр Тайсс              |           |
| «Повернення Мартіна Герра»      | Анна-Марія Маршан              |           |
| «Зеліґ»                         | Санто Локвасто                 |           |
| 57-ма (1985)                    |                                |           |
| ★ «Амадей»                      | Теодор Пістек                  |           |
| «Бостонці»                      | Дженні Бівен, Джон Брайт       |           |
| «Поїздка до Індії»              | Джуді Муркрофт                 |           |
| «Місця в серці»                 | Енн Рот                        |           |
| «Космічна одіссея 2010 року»    | Патриція Норріс                |           |
| 58-ма (1986)                    |                                |           |
| ★ «Ран»                         | Емі Вада                       |           |
| «Барва пурпурова»               | Аґґі Ґерард Роджерс            |           |
| «Подорож Натті Ганн»            | Альберт Вольскі                |           |
| «З Африки»                      | Мілена Канонеро                |           |
| «Честь родини Прицці»           | Донфельд                       |           |
| 59-та (1987)                    |                                |           |
| ★ «Кімната з видом»             | Дженні Бівен, Джон Брайт       |           |
| «Місія»                         | Енріко Саббатіні               |           |
| «Отелло»                        | Анна Анні, Мауріціо Мілленотті |           |
| «Пеґґі Сью вийшла заміж»        | Теадора Ван Ранкл              |           |
| «Пірати»                        | Ентоні Пауелл                  |           |
| 60-та (1988)                    |                                |           |
| ★ «Останній імператор»          | Джеймс Ачесон                  |           |
| «Мертві»                        | Дороті Джикінс                 |           |
| «Імперія Сонця»                 | Боб Рінгвуд                    |           |
| «Моріс»                         | Дженні Бівен, Джон Брайт       |           |
| «Недоторканні»                  | Мерилін Венс-Стрекер           |           |
| 61-ша (1989)                    |                                |           |
| ★ «Небезпечні зв'язки»          | Джеймс Ачесон                  |           |
| «Поїздка до Америки»            | Дебора Надолман                |           |
| «Жменя пилу»                    | Джейн Робінсон                 |           |
| «Захід»                         | Патриція Норріс                |           |
| «Такер: Людина і його мрія»     | Мілена Канонеро                |           |

### 1990-ті
| Церемонія                               | Фільм                      | Номінації |
| --------------------------------------- | -------------------------- | --------- |
| 62-га (1990)                            |                            |           |
| ★ «Генріх V»                            | Філліс Далтон              |           |
| «Пригоди барона Мюнхгаузена»            | Габріелла Пескуччі         |           |
| «Водій міс Дейзі»                       | Елізабет Макбрайд          |           |
| «Гарлемські ночі»                       | Джо І. Томпкінс            |           |
| «Вальмон»                               | Теодор Пістек              |           |
| 63-тя (1991)                            |                            |           |
| ★ «Сірано де Бержерак»                  | Франка Скварчапіно         |           |
| «Авалон»                                | Глорія Ґрешем              |           |
| «Той, що танцює з вовками»              | Ельза Дзампареллі          |           |
| «Дік Трейсі»                            | Мілена Канонеро            |           |
| «Гамлет»                                | Мауріціо Мілленотті        |           |
| 64-та (1992)                            |                            |           |
| ★ «Багсі»                               | Альберт Вольський          |           |
| «Родина Адамсів»                        | Рут Майерс                 |           |
| «Бартон Фінк»                           | Річард Горнунг             |           |
| «Капітан Гак»                           | Ентоні Пауелл              |           |
| «Мадам Боварі»                          | Корінн Джоррі              |           |
| 65-та (1993)                            |                            |           |
| ★ «Дракула»                             | Ейко Ісіока                |           |
| «Зачарований квітень»                   | Шина Нап'єр                |           |
| «Маєток Говардс Енд»                    | Дженні Бівен, Джон Брайт   |           |
| «Малколм Ікс»                           | Рут Картер                 |           |
| «Іграшки»                               | Альберт Вольський          |           |
| 66-та (1994)                            |                            |           |
| ★ «Епоха невинності»                    | Габріелла Пескуччі         |           |
| «Орландо»                               | Сенді Пауелл               |           |
| «Фортепіано»                            | Джанет Паттерсон           |           |
| «Наприкінці дня»                        | Дженні Бівен, Джон Брайт   |           |
| «Список Шиндлера»                       | Анна Бєдшицька-Шеппард     |           |
| 67-ма (1995)                            |                            |           |
| ★ «Пригоди Прісцилли, королеви пустелі» | Ліззі Гардінер, Тім Чаппел |           |
| «Кулі над Бродвеєм»                     | Джеффрі Курланд            |           |
| «Маленькі жінки»                        | Колін Етвуд                |           |
| «Меверік»                               | Ейпріл Феррі               |           |
| «Королева Марго»                        | Мойдель Бікель             |           |
| 68-ма (1996)                            |                            |           |
| ★ «Королівська милість»                 | Джеймс Ачесон              |           |
| «Хоробре серце»                         | Чарльз Ноуд                |           |
| «Річард III»                            | Шуна Гарвуд                |           |
| «Розум і почуття»                       | Дженні Біван, Джон Брайт   |           |
| «12 мавп»                               | Джулі Вайс                 |           |
| 69-та (1997)                            |                            |           |
| ★ «Англійський пацієнт»                 | Енн Рот                    |           |
| «Ангели та комахи»                      | Пол Браун                  |           |
| «Емма»                                  | Рут Майєрс                 |           |
| «Гамлет»                                | Алекс Бірн                 |           |
| «Портрет жінки»                         | Джанет Паттерсон           |           |
| 70-та (1998)                            |                            |           |
| ★ «Титанік»                             | Дебора Лінн Скотт          |           |
| «Амістад»                               | Рут Е. Картер              |           |
| «Крила голубки»                         | Сенді Пауелл               |           |
| «Оскар і Люсінда»                       | Джанет Паттерсон           |           |
| «Кундун»                                | Данте Ферретті             |           |
| 71-ша (1999)                            |                            |           |
| ★ «Закоханий Шекспір»                   | Сенді Пауелл               |           |
| «Єлизавета»                             | Олександра Бірн            |           |
| «Плезантвіль»                           | Юдіанна Маковська          |           |
| «Коханий»                               | Коллін Етвуд               |           |
| «Оксамитова золота копальня»            | Сенді Пауелл               |           |

### 2000-ті
| Церемонія                                     | Фільм                       | Номінації |
| --------------------------------------------- | --------------------------- | --------- |
| 72-га (2000)                                  |                             |           |
| ★ «Гармидер»                                  | Лінді Хеммінг               |           |
| «Анна та король»                              | Дженні Бівен                |           |
| «Сонна лощина»                                | Коллін Етвуд                |           |
| «Талановитий містер Ріплі»                    | Енн Рот, Гері Джонс         |           |
| «Тит»                                         | Мілена Канонеро             |           |
| 73-тя (2001)                                  |                             |           |
| ★ «Гладіатор»                                 | Джанті Йейтс                |           |
| «Тигр, що підкрадається, дракон, що зачаївся» | Тім Іп                      |           |
| «Як Ґрінч украв Різдво»                       | Ріта Ряк                    |           |
| «102 далматинці»                              | Ентоні Пауелл               |           |
| «Перо маркіза де Сада»                        | Жаклін Вест                 |           |
| 74-та (2002)                                  |                             |           |
| ★ «Мулен Руж!»                                | Кетрін Мартін, Ангус Страті |           |
| «Історія з намистом»                          | Мілена Канонеро             |           |
| «Госфорд-парк»                                | Дженні Бівен                |           |
| «Гаррі Поттер і філософський камінь»»         | Юдіанна Маковскі            |           |
| «Володар перснів: Братерство персня»          | Нгіла Діксон, Річард Тейлор |           |
| 75-та (2003)                                  |                             |           |
| ★ «Чикаго»                                    | Коллін Етвуд                |           |
| «Фріда»                                       | Джулі Вайс                  |           |
| «Банди Нью-Йорка»                             | Сенді Пауелл                |           |
| «Години»                                      | Енн Рот                     |           |
| «Піаніст»                                     | Анна Шеппард                |           |
| 76-та (2004)                                  |                             |           |
| ★ «Володар перснів: Повернення короля»        | Нгіла Діксон, Річард Тейлор |           |
| «Дівчина з перлинною сережкою»                | Дін ван Страален            |           |
| «Останній самурай»                            | Нгіла Діксон                |           |
| «Володар морів»                               | Венді Стайтс                |           |
| «Фаворит»                                     | Юдіанна Маковська           |           |
| 77-ма (2005)                                  |                             |           |
| ★ «Авіатор»                                   | Сенді Пауелл                |           |
| «Чарівна країна»                              | Александра Бірн             |           |
| «Лемоні Снікет: 33 нещастя»                   | Колін Етвуд                 |           |
| «Рей»                                         | Шарен Девіс                 |           |
| «Троя»                                        | Боб Рінгвуд                 |           |
| 78-ма (2006)                                  |                             |           |
| ★ «Мемуари гейші»                             | Колін Етвуд                 |           |
| «Чарлі та шоколадна фабрика»                  | Габріелла Пескуччі          |           |
| «Місис Гендерсон представляє»                 | Сенді Пауелл                |           |
| «Гордість і упередження»                      | Жаклін Дюрран               |           |
| «Переступити межу»                            | Аріанна Філліпс             |           |
| 79-та (2007)                                  |                             |           |
| ★ «Марія-Антуанетта»                          | Мілена Канонеро             |           |
| «Прокляття золотої квітки»                    | Йі Чун Ман                  |           |
| «Диявол носить «Прада»»                       | Патриція Філд               |           |
| «Дівчата мрії»                                | Шарен Девіс                 |           |
| «Королева»                                    | Консолата Бойл              |           |
| 80-та (2008)                                  |                             |           |
| ★ «Єлизавета: Золотий вік»                    | Александра Бірн             |           |
| «Крізь Всесвіт»                               | Альберт Вольський           |           |
| «Спокута»                                     | Жаклін Дюрран               |           |
| «Життя у рожевому кольорі»                    | Маріт Аллен                 |           |
| «Свіні Тодд»                                  | Колін Етвуд                 |           |
| 81-ша (2009)                                  |                             |           |
| ★ «Герцогиня»                                 | Майкл О'Коннор              |           |
| «Австралія»                                   | Кетрін Мартін               |           |
| «Загадкова історія Бенджаміна Баттона»        | Жаклін Вест                 |           |
| «Гарві Мілк»                                  | Денні Глікер                |           |
| «Життя спочатку»                              | Альберт Вольський           |           |

### 2010-ті
| Церемонія                            | Фільм                | Номінації |
| ------------------------------------ | -------------------- | --------- |
| 82-га (2010)                         |                      |           |
| ★ «Молода Вікторія»                  | Сенді Пауелл         |           |
| «Яскрава зірка»                      | Джанет Паттерсон     |           |
| «Коко до Шанель»                     | Катрін Летер'є       |           |
| «Імаджинаріум доктора Парнаса»       | Монік Прюдом         |           |
| «Дев'ять»                            | Колін Етвуд          |           |
| 83-тя (2011)                         |                      |           |
| ★ «Аліса в Країні Чудес»             | Колін Етвуд          |           |
| «Я — це кохання»                     | Антонелла Каннароззі |           |
| «Король говорить!»                   | Дженні Бівен         |           |
| «Буря»                               | Сенді Пауелл         |           |
| «Справжня мужність»                  | Мері Зофрес          |           |
| 84-та (2012)                         |                      |           |
| ★ «Артист»                           | Марк Бріджес         |           |
| «Анонім»                             | Лізі Крістл          |           |
| «Хранитель часу»                     | Сенді Пауелл         |           |
| «Джейн Ейр»                          | Майкл О'Коннор       |           |
| «Ми. Віримо у кохання»               | Аріанна Філліпс      |           |
| 85-та (2013)                         |                      |           |
| ★ «Анна Кареніна»                    | Жаклін Дюрран        |           |
| «Знедолені»                          | Пако Дельгадо        |           |
| «Лінкольн»                           | Джоанна Джонстон     |           |
| «Білосніжка: Помста гномів»          | Ейко Ісіока          |           |
| «Білосніжка та мисливець»            | Колін Етвуд          |           |
| 86-та (2014)                         |                      |           |
| ★ «Великий Гетсбі»                   | Кетрін Мартін        |           |
| «Американська афера»                 | Майкл Вілкінсон      |           |
| «Великі майстри                      | Вільям Чанг Сук Пінг |           |
| «Невидима жінка»                     | Майкл О'Коннор       |           |
| «12 років рабства»                   | Патриція Норріс      |           |
| 87-ма (2015)                         |                      |           |
| ★ «Готель „Ґранд Будапешт“»          | Мілена Канонеро      |           |
| «Вроджений порок»                    | Марк Бріджес         |           |
| «У темному-темному лісі»             | Колін Етвуд          |           |
| «Чаклунка»                           | Анна Б. Шеппард      |           |
| «Містер Тернер»                      | Жаклін Дюрран        |           |
| 88-ма (2016)                         |                      |           |
| ★ «Шалений Макс: Дорога гніву»       | Дженні Бівен         |           |
| «Керол»                              | Сенді Пауелл         |           |
| «Попелюшка»                          | Сенді Пауелл         |           |
| «Дівчина з Данії»                    | Пако Дельгадо        |           |
| «Легенда Г'ю Гласса»                 | Жаклін Вест          |           |
| 89-та (2017)                         |                      |           |
| ★ «Фантастичні звірі і де їх шукати» | Колін Етвуд          |           |
| «Шпигуни-союзники»                   | Джоанна Джонстон     |           |
| «Флоренс Фостер Дженкінс»            | Консолата Бойл       |           |
| «Джекі»                              | Мадлен Фонтейн       |           |
| «Ла-Ла Ленд»                         | Мері Зофрес          |           |
| 90-та (2018)                         |                      |           |
| ★ «Примарна нитка»                   | Марк Бріджес         |           |
| «Красуня і Чудовисько»               | Жаклін Дюрран        |           |
| «Темні часи»                         | Жаклін Дюрран        |           |
| «Форма води»                         | Луїс Секейра         |           |
| «Вікторія та Абдул»                  | Консолата Бойл       |           |
| 91-ша (2019)                         |                      |           |
| ★ «Чорна пантера»                    | Рут Картер           |           |
| «Балада Бастера Скраггса»            | Мері Зофрес          |           |
| «Фаворитка»                          | Сенді Пауелл         |           |
| «Мері Поппінс повертається»          | Сенді Пауелл         |           |
| «Марія — королева Шотландії»         | Александра Бірн      |           |

### 2020-ті
| Церемонія                           | Фільм                                  | Номінації                        |
| 92-га (2020)                        |                                        |                                  |
| ----------------------------------- | -------------------------------------- | -------------------------------- |
| 92-га (2020)                        | ★ «Маленькі жінки»                     | Жаклін Дурран                    |
| 92-га (2020)                        | «Ірландець»                            | Крістофер Петерсон, Сенді Пауелл |
| 92-га (2020)                        | «Кролик Джоджо»                        | Майєс С. Рубео                   |
| 92-га (2020)                        | «Джокер»                               | Марк Брідж                       |
| 92-га (2020)                        | «Одного разу в… Голлівуді»             | Аріанна Філіпс                   |
| 93-тя (2021)                        |                                        |                                  |
| ★ «Ма Рейні: Мати блюзу»            | Енн Рот                                |                                  |
| «Емма»                              | Александра Бірн                        |                                  |
| «Манк»                              | Тріш Саммервілль                       |                                  |
| «Мулан»                             | Біна Дейджелер                         |                                  |
| «Пригоди Піноккіо»                  | Массімо Кантіні Парріні                |                                  |
| 94-та (2022)                        |                                        |                                  |
| ★ «Круелла»                         | Дженні Біван                           |                                  |
| «Алея жаху»                         | Луїс Секейра                           |                                  |
| «Вестсайдська історія»              | Пол Тейзуелл                           |                                  |
| «Дюна»                              | Роберт Морган, Жаклін Вест             |                                  |
| «Сірано»                            | Массімо Кантіні Парріні, Жаклін Дюрран |                                  |
| 95-та (2023)                        |                                        |                                  |
| ★ «Чорна пантера: Ваканда назавжди» | Рут Картер                             |                                  |
| «Вавилон»                           | Мері Зофрес                            |                                  |
| «Елвіс»                             | Кетрін Мартін                          |                                  |
| «Все завжди і водночас»             | Ширлі Курата                           |                                  |
| «Місіс Гарріс їде у Париж»          | Дженні Бівен                           |                                  |
| 96-та (2024)                        |                                        |                                  |
| ★ «Бідолашні створіння»             | Холлі Вотдінгтон                       |                                  |
| «Барбі»                             | Жаклін Дюрран                          |                                  |
| «Вбивці квіткової повні»            | Жаклін Вест                            |                                  |
| «Наполеон»                          | Джанті Йейтс, Дейв Кроссман            |                                  |
| «Оппенгеймер»                       | Еллен Міронік                          |                                  |
| 96-та (2024)                        |                                        |                                  |
| ★ «Wicked: Чародійка»               | Пол Тейзвелл                           |                                  |
| «Боб Ділан: Цілковитий незнайомець» | Аріанна Філліпс                        |                                  |
| «Конклав»                           | Лізі Крістл                            |                                  |
| «Гладіатор 2»                       | Джанті Йейтс, Дейв Кроссман            |                                  |
| «Носферату»                         | Лінда Муір                             |                                  |

## Статистика

Едіт Гед — найвидатніша володарка премії «Оскар» за найкращий дизайн костюмів на фоні власних нагород

| Найбільша кількість нагород   | Едіт Гед     | 8 нагород              | 35 номінацій |
| Найбільша кількість нагород   | Сенді Павелл | 3 нагороди             | Немає даних  |
| Найбільша кількість нагород   | Коллін Етвуд | 3 нагороди             | Немає даних  |
| Найбільша кількість номінацій | Едіт Гед     | 35 номінацій           | 8 нагород    |
| Найбільша кількість номінацій | Жан Луї      | 15 номінацій[джерело?] | 1 нагорода   |